# نيشان (إعلامي)
نيشان ديرهاروتيونيان (24 مايو 1971) إعلامي لبناني من أصل أرمني.

## حياته
ولد في أرمينيا، تخرج من ستوديو الفن وحاز على الميدالية الذهبية عن فئة تقديم البرامج عام 1996، توفي والده في فترة التي كان خلالها بدبي وهذا ما قد أثر كثيرا في حالته النفسية لكونه كان متعلقا جدا به.أما والدته فاسمها «بيرجوهين» وهي سورية أرمنية من السويداء، لديه شقيقان، الكبرى سالي، ورافي الأخ الأصغر. منذ طفولته كان شغوفا بحب التعلم والمعرفة وهو من هواة المطالعة، تعرض في عمر الثامنة عشرة لوعكة صحية كادت تودي بحياته. يدرس الإعلام لطلاب الجامعة الأمريكية في بيروت وله نشاطات إنسانية عديدة.حاز على شهادة في علم الأحياء من الجامعة الأمريكية في بيروت، وعلى شهادة CELTA لتعليم اللغة الإنجليزية للراشدين من جامعة كمبريدج يحمل شهادة ماجستير في فلسفة الاتصال والتواصل من سويسرا
، كما اشتهر بشغفه باللغات حيث يتقن العربية والأرمنية والإنجليزية والفرنسية والتركية والإيطالية.

## السيرة المهنية
بدأ مشواره الإعلامي من خلال محطة زي أرابيا عام 1993 حيث قدم عدة برامج منها برنامج مسابقات تحت عنوان “ثواني وبس”، وبرنامج حواري مع النجوم العرب بعنوان “رمشة” شارك بعدها كمتسابق في برنامج ستديو الفن عام 1996 تلقى عرضا من شبكة راديو وتلفزيون العرب التي كانت تبث من روما إيطاليا سافر في عام 1997 ليلتحق بعمله الذي أكسبه خبرة وشهرة عربية فقدّم برامجا ترفيهية وبرامج مسابقات على قناتي شبكة راديو وتلفزيون العرب المفتوحة وart المنوعات وعاد إلى بيروت عام 2000 عندما انتقل مركز البث إلى هناك وقدّم برنامج خليك عالخط الذي حظي بنجاح باهر.
كما كان له تجربة في العمل الإذاعي من خلال إذاعة الإمارات إف إم، في العام 2001 وقّع عقدا مع تلفزيون الجديد وكان أول وجه إعلامي أطلَّ عبرها من خلال برنامج إسمه «صباح الورد»، ومنه هناك انطلق مشواره الإعلامي ، استطاع كسب جماهيرية لأسلوبه المتميز في التفاعل مع الجمهور العربي. شارك في تقديم عدة مهرجانات عالمية منها حفل اختيار ملكة جمال أوروبا عام 2002، مهرجان اختيار أفضل عارضة أزياء عام 2003، ومهرجان دبي السينمائي عام 2006 .انتقل إلى قناة ام بي سي في العام 2007 وبعدها إلى المؤسسة اللبنانية للإرسال وإم تي في اللبنانية
عام 2013 قدّم برنامجا على قناتي إم تي في اللبنانية وقناة الحياة المصرية ليدخل جميع المنازل في المصريين في رمضان 2014. في مارس 2016 عاد ببرنامج حواري ضخم بعنوان أكابر استضاف فيه كبار النجوم أوّلهم عاصي الحلاني
في السادس والعشرين من سبتمبر 2018عاد إلى شاشة «قناة الجديد» التي أسهمت إلى حد كبير في نجاحه، قبل عشرين عاماً، في برنامج «أنا هيك» الذي عملت شركة «داي دريم» بالاتفاق مع قناة «الجديد» وناقش العديد من المواضيع الاجتماعية بصورة متطورة 
في يونيو 2019 قدم برنامج توأم روحي على شاشة بي إن دراما القطريةفي ديسمبر 2024 قدم الحلقات المباشرة من برنامج “أمير الشّعراء”، بموسمه الحادي عشر، على شاشتَي تلفزيون أبو ظبي وبينونة